# Streptocara crassicauda
Streptocara crassicauda — це вид нематод родини Acuariidae.
Проміжним хазяїном паразита є рачок Gammarus lacustris, а кінцевими — водоплавні птахи, зокрема домашня качка, в якої при зараженні розвивається захворювання стрептокароз. Також описане зараження стрептокарою чилійських фламінго. В Україні спостерігається високий ступінь зараженості цими гельмінтами серед диких качок

## Життєвий цикл
Личинки Streptocara crassicauda розвиваються в гемоцелі планктонних рачків роду гамарус, впродовж 19-25 діб досягають інвазивної стадії, далі персистують у вузликах кишечнику риб. Надалі портапляють до організму рибоїдних качок, які також можуть заражатися, заглотивши рачка. Розвиток у кінцевому хазяїні вкрай швидкоплинний. За 9-10 діб самиця двічі линяє та перетворюється на статевозрілу стадію.
Паратенічними хазяями також можуть бути атерина піщана, вуж водяний, черепаха болотяна.